# Henriette Puig-Roget
Henriette Marie Eulalie Puig-Roget (ur. 9 stycznia 1910 w Bastii, zm. 24 listopada 1992 w Paryżu) – francuska kompozytorka, organistka, pianistka, nauczycielka akademicka, krytyczka muzyczna.

## Życiorys
Córka generała Henry’ego Rogeta. W młodości mieszkała w Nevers. Wraz z rodziną przeprowadziła się Paryża około 1918 roku. Studiowała w Konserwatorium Paryskim, uczyła się u Henri Büssera, Marcela Dupré, Isidora Philippa, Jeana Gallona, Noëla Gallona, Maurice’a Emmanuela oraz u Charlesa Tournemire’a, ukończyła studia w 1932 roku; została profesorką tejże uczelni w 1957 roku. 15 lat pracowała jako dyrygentka chóru w Narodowej Operze Paryża. Pracowała także jako organistka w Paryżu. Musiała udawać mężczyznę, aby móc grać w bazylice świętej Klotyldy w Paryżu, gdzie zastępowała Charlesa Tournemire’a. W 1934 roku została organistką Oratoire du Louvre, gdzie grała do 1979 roku. Była także organistką Wielkiej Synagogi w Paryżu od 1934 do 1952 roku. Pracowała w radiu jako pianistka od 1935 do 1972 roku. Zajmowała się krytyką muzyczną w latach 1945–1950 w czasopismach „L’Étoile” i „Les Lettres françaises”. Uczestniczyła w wydarzeniach Maja 1968.
Przeszła na emeryturę w 1979 roku. Przyjechała do Japonii w tymże roku, gdzie była profesorem wizytującym ponad 10 lat na Tokijskim Uniwersytecie Sztuki oraz w Toho Gakuen School of Music. W Japonii uczyła gry na fortepianie, teorii muzyki oraz zagadnień związanych z muzyką kameralną. Kształciła pianistów i kompozytorów; wśród jej uczniów są m.in.: Gilbert Amy, Kazuoki Fujii, Alain Louvier, Misato Mochizuki, Hideki Nagano, Daniel Roth.
Jej mężem był Katalończyk Ramón Puig-Viñals, którego poznała w 1936 roku  pobrali się w 1940 roku; miała córkę Paulinę Puig.

## Nagrody i odznaczenia
- 7 Premier Prix w Konserwatorium Paryskim (1926–1930)[10]
- Prix de Rome – 1ᵉʳ second prix[11] (1933)[5]
- Prix de la chanson française za utwór chóralny pt. Le Printemps est né Mesdames do słów Paula Forta(inne języki) (1937)[7]
- Kawaler Legii Honorowej[12] (1982)[5]
- Oficer Orderu Sztuki i Literatury (1987)[13]
- Order Świętego Skarbu III klasy (1989)[5]

## Twórczość
Skomponowała około 250 utworów, m.in. muzykę orkiestrową, utwory organowe, fortepianowe, chóralne, muzykę religijną, utwory dydaktyczne. Większość jej kompozycji nie ukazała się drukiem, część jej utworów nagrano w Japonii. Wybrane dzieła:
- Montanyas del Rosello na organy i orkiestrę[7] (1933)[2]
- Sinfonia Andorrana na fortepian i orkiestrę[7] (1936)[2]
- Hymne à Paris, zagrany na wystawie światowej w Paryżu w 1937 roku(inne języki)[4]
- Catherinettes, balet (1937)[2]
- Symphonie pour rire (1947)[2]
- Rajoles (1955)[2]
- Triathlon: 3 pièces pour grand ogue (1977)[14]